# UDF 2150
UDF 2150とは、地球から見てろ座の方向にある恒星である。
UDF 2150は、UDF 1147やUDF 3166と並んで、HUDF（ハッブル・ウルトラ・ディープ・フィールド）の中で明るい恒星の1つである。UDF 1147はF型、UDF 3166はK型なのに対し、UDF 2150はM型のかなり赤い恒星である。
UDF 2150の赤方偏移の値は、画像上は0.613 ± 0.19であるが、実際にはもっと近い天体であると考えられている。